# Sous les pavés, la plage !

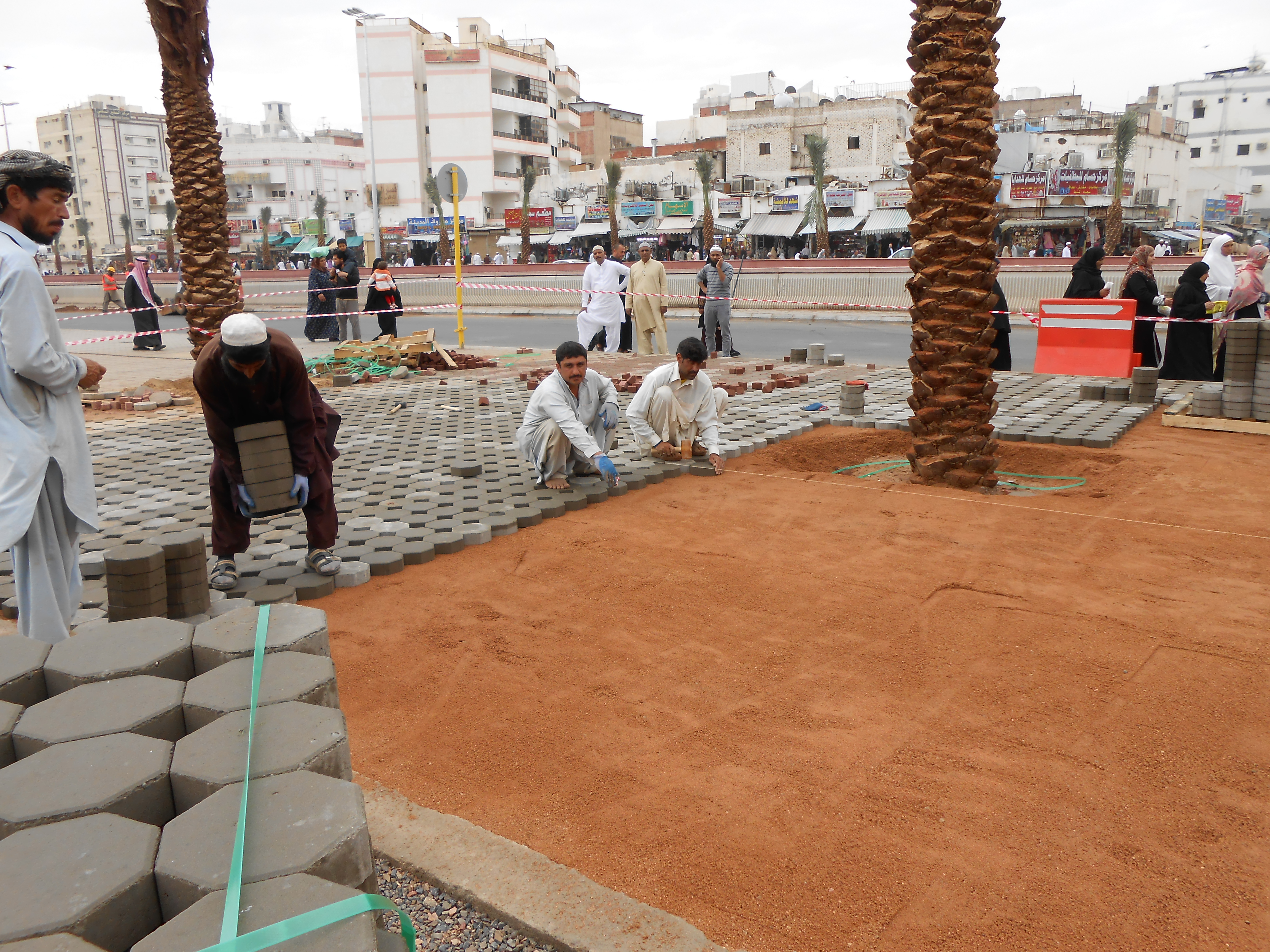
Geralmente a areia é usada como base para a pavimentação com pedras, como em Medina (foto)

"Sous les pavés, la plage !" (em português: Embaixo da pavimentação está a praia!'") é um slogan dos protestos de Maio de 1968 na França. Foi criado pelo ativista estudantil Bernard Cousin, em colaboração com o especialista em relações públicas Bernard Fritsch.
A frase se transformou um símbolo dos eventos e do movimento popular durante o movimento de Maio de 68, quando os estudantes revolucionários começaram a erguer barricadas nas ruas das principais cidades francesas levantando as calçadas das ruas. Quando as primeiras barricadas foram levantadas, os militantes perceberam que os assentamentos de pedra haviam sido postos acima de areia.